# 埃爾蘭喬 (新墨西哥州)
埃爾蘭喬（英語：El Rancho）是位於美國新墨西哥州聖菲縣的普查規定居民點。

## 人口
根據2020年美國人口普查的數據，埃爾蘭喬的面積為5.44平方千米，皆為陸地。當地共有人口1120人，而人口密度為每平方千米205.88人。